# Kytat
Der Kytat (russisch Кытат) ist ein etwa 100 km langer linker Nebenfluss des Kemtschug in Westsibirien in der russischen Region Krasnojarsk.

## Verlauf
Der Flusslauf liegt am Südostrand des Westsibirischen Tieflands in den Rajons Atschinski, Bolscheuluiski und Biriljusski. Der Kytat entspringt etwa 50 km nordöstlich von Atschinsk auf einer Höhe von etwa 320 m. Er fließt in überwiegend nördlicher Richtung durch das Tiefland. Er weist dabei zahlreiche enge Flussschlingen auf. Bei Flusskilometer 60 kreuzt nahe der weiter westlich gelegenen Ortschaft Kytat die Bahnstrecke Atschinsk–Lessosibirsk den Flusslauf. Bei Flusskilometer 46 kreuzt eine Straße den Flusslauf. Der Kytat mündet schließlich 24 km westnordwestlich von Rasswet auf einer Höhe von etwa 180 m in den Kemtschug. 

## Hydrologie
Das Einzugsgebiet des Kytat umfasst etwa 970 km². Es grenzt im Osten an das der Surasowka sowie im Westen an das des Tschulym. Pegelmessungen an Nachbarflüssen lieferten als Ergebnis, dass etwa 60 Prozent des Jahresabflusses im Monat Mai auftreten.